# Chaudhuriidae
Chaudhuriidae è una famiglia di pesci ossei d'acqua dolce appartenente all'ordine Synbranchiformes.

## Distribuzione e habitat
La famiglia è endemica dell'Asia orientale, dal nordest dell'India fino alla Corea, a sud fino alla Malaysia e al Borneo

## Descrizione
Serpentiformi. Non sono presenti raggi spiniformi nelle pinne. Scaglie assenti. Il muso non ha appendici.
Pesci di piccola taglia che non superano gli 8 cm.

## Specie
- Genere Bihunichthys
  - Bihunichthys monopteroides
- Genere Chaudhuria
  - Chaudhuria caudata
  - Chaudhuria fusipinnis
  - Chaudhuria ritvae
- Genere Chendol
  - Chendol keelini
  - Chendol lubricus
- Genere Garo
  - Garo khajuriai
- Genere Nagaichthys
  - Nagaichthys filipes
- Genere Pillaia
  - Pillaia indica
  - Pillaia kachinica[2]